# Jason van Duiven
Jason van Duiven (Almelo, 24 februari 2005) is een Nederlands voetballer die doorgaans als aanvaller (centrumspits) speelt en onder contract staat bij Lommel SK.

## Clubcarrière

### Jeugd
Van Duiven groeide op in zijn geboorteplaats Almelo. Daar startte hij met voetballen bij AVC La Première, waarna hij in 2015 samen met zijn jongere broer Robin van Duiven de overstap maakte naar de jeugdopleiding van FC Twente. In 2018 vertrok hij, wederom samen met zijn jongere broer, naar de jeugdopleiding van PSV. Bij de Eindhovense club tekende Van Duiven in 2020 op vijftienjarige leeftijd zijn eerste profcontract. In het seizoen 2021/22 scoorde hij namens PSV onder 17 in zeventien wedstrijden 21 doelpunten en gaf hij negen assists.

#### Jong PSV
Bij aanvang van het seizoen 2022/23 volgde op 5 augustus 2022 zijn officiële debuut bij Jong PSV, uitkomend in de Eerste divisie. Na 67 minuten werd hij in de 1–1 uitwedstrijd tegen Willem II gewisseld voor Mohamed Nassoh. In de wedstrijden voor de beloften was hij in zijn eerste seizoen verschillende keren belangrijk met bepalende treffers. Daarnaast werd Van Duiven na speelronde 23 opgenomen in het Elftal van de Week. Op 3 april 2023 wist Van Duiven in de 5–1 thuisoverwinning op Roda JC Kerkrade drie keer te scoren en gaf hij een assist af. In de periode na zijn doorbaak bij de beloftenploeg sprak Van Duiven uit graag voor zijn kansen in het eerste elftal van de club te willen gaan. Eind februari 2023 werd Van Duiven voor de wedstrijd tegen Sevilla in de UEFA Europa League bij de selectie van het eerste elftal gehaald.

#### Almere City FC
Op 8 januari 2024 werd bekend dat PSV van Duiven voor de rest van het seizoen verhuurd zou worden aan  Almere City fc.

##### Lommel SK
Op 12 augustus 2024 werd bekend dat van Duiven zijn carrière voort ging zetten bij de Belgische voetbalclub Lommel SK, hier tekende van Duiven een contract tot 30 juni 2029. Op 17 augustus maakte van Duiven zijn debuut voor deze club tegen SK Beveren in de Challenger Pro League, deze wedstrijd werd met 2-1 verloren. Het eerste doelpunt voor deze club maakte van Duiven tegen Jong Genk op 25 oktober. Op 8 september maakt van Duiven zijn debuut in de Crocky Cup tegen Belisia Bilzen.

## Clubstatistieken

### Beloften
| Seizoen                        | Club            | Competitie      | Competitie | Competitie | Overig | Overig | Totaal | Totaal |
| Seizoen                        | Club            | Competitie      | Wed.       | Dlp.       | Wed.   | Dlp.   | Wed.   | Dlp.   |
| ------------------------------ | --------------- | --------------- | ---------- | ---------- | ------ | ------ | ------ | ------ |
| 2022/23                        | Jong PSV        | Eerste divisie  | 34         | 15         | 0      | 0      | 34     | 15     |
| 2023/24                        | Jong PSV        | Eerste divisie  | 14         | 6          | 0      | 0      | 16     | 6      |
| Carrière totaal                | Carrière totaal | Carrière totaal | 48         | 21         | 0      | 0      | 48     | 21     |
| Bijgewerkt op 18 februari 2024 |                 |                 |            |            |        |        |        |        |

### Senioren
| Seizoen                        | Club             | Competitie            | Competitie | Competitie | Beker | Beker | Europees | Europees | Overig | Overig | Totaal | Totaal |
| Seizoen                        | Club             | Competitie            | Wed.       | Dlp.       | Wed.  | Dlp.  | Wed.     | Dlp.     | Wed.   | Dlp.   | Wed.   | Dlp.   |
| ------------------------------ | ---------------- | --------------------- | ---------- | ---------- | ----- | ----- | -------- | -------- | ------ | ------ | ------ | ------ |
| 2022/23                        | PSV              | Eredivisie            | 0          | 0          | 0     | 0     | 0        | 0        | 0      | 0      | 0      | 0      |
| 2023/24                        | PSV              | Eredivisie            | 0          | 0          | 0     | 0     | 0        | 0        | 0      | 0      | 0      | 0      |
| 2023/24                        | → Almere City FC | Eredivisie            | 5          | 0          | 1     | 0     | 0        | 0        | 0      | 0      | 6      | 0      |
| 2024/25                        | Lommel SK        | Challenger Pro League | 19         | 3          | 1     | 0     | —        | —        | —      | —      | 20     | 3      |
| Carrière totaal                | Carrière totaal  | Carrière totaal       | 24         | 3          | 2     | 0     | 0        | 0        | 0      | 0      | 26     | 3      |
| Bijgewerkt op 14 februari 2025 |                  |                       |            |            |       |       |          |          |        |        |        |        |

## Interlandcarrière
Van Duiven speelde in 2020 drie oefenwedstrijden mee met Nederland onder 15, waarvan een keer als basisspeler en twee keer als invaller. In die wedstrijden kwam hij een keer tot scoren en wist hij een assist te geven. In 2021 debuteerde Van Duiven voor Nederland onder 17. Met dat elftal speelde hij mee op het EK onder 17 van 2022, waarbij in de finale met 2–1 werd verloren van Frankrijk onder 17. In totaal kwam hij tot twaalf wedstrijden, waarvan acht basisplaatsen en vier invalbeurten. Daarin scoorde hij driemaal en gaf hij nul assists.